# Ctesia di Cnido
Ctesia di Cnido, figlio di Ctesioco (in greco antico: Κτησίας?, Ktēsías; Cnido, 440 a.C.? – dopo il 397 a.C.?), è stato uno storico greco antico, appartenente alla famiglia degli Asclepiadi.

## Biografia
Ctesia sarebbe nato intorno agli anni 440 a.C. Educato a Cnido e divenuto medico della corporazione degli Asclepiadi, fu catturato e inviato in Persia come prigioniero di guerra. Ricevuto da Artaserse II Mnemone (405/4-359/8) per le sue capacità mediche, divenne medico di corte del Gran re e fu in ottimi rapporti con Parisatide, madre di Artaserse.
In qualità di medico di corte, fu a Cunassa, nella battaglia del 401 a.C., dove curò il sovrano per una ferita inflittagli dal fratello Ciro.
Tra il 399 ed il 397 Ctesia, come greco, fece da intermediario tra il re e Conone di Atene, che all'epoca comandava una flotta persiana nell'Egeo agli ordini di Evagora I, re di Cipro e fu inviato da Cipro e Cnido a negoziare con Sparta nel 397, ma fu catturato a Rodi senza aver ottenuto nulla.
Dopo questa data, si stabilì nella nativa Cnido, dove continuò la pratica medica e scrisse le proprie opere. Si ignora, comunque, la data della sua morte.

## Opere
La più importante e citata delle opere di Ctesia si intitolava Persiká, una storia del Medio Oriente dalla fondazione dell'impero assiro ad opera del leggendario Nino all'ottavo anno di regno di Artaserse II. L'opera constava di 23 libri, di cui i primi sei coprivano la storia precedente a quella persiana: 1-3 riguardavano gli Assiri, 4-6 i Medi, ragion per cui questa prima sezione girava con il titolo Assyriaká. Di questa sezione resta un lungo compendio in Diodoro Siculo, che la usò per i primi 35 capitoli del suo secondo libro, mentre della seconda parte resta un dettagliato sommario di Fozio nella sua Biblioteca (cod. 72), da cui si comprende che i libri VII-XI riguardavano Ciro il Grande, seguito da Cambise II e dal colpo di Stato del falso Smerdi (XII-XIII), cui seguivano Dario (XIV) e il figlio Serse (XV). Nei libri XVI-XVIII si parlava di Artaserse I Macrochir e di Dario II, mentre i libri dal XIX al XXII concernevano Artaserse II. L'ultimo libro conteneva dati ben precisi, come la lista delle distanze tra Efeso e la Battriana, nonché una cronologia dei sovrani d'Asia dai leggendari Nino e Semiramide fino ad Artaserse.
A complemento della storia persiana stavano gli Indikà, opera in un libro unico, preservata in epitome da Fozio, nello stesso codice dell'opera maggiore. Partendo dalle dimensioni del fiume Indo e dalla registrazione demografica, Ctesia descriveva accuratamente la flora e la fauna indiana; nonostante l'inclusione di storie paradossali su tigri con volti umani (manticore) e tribù di cinocefali, è un interessante documento sull'India pre-alessandrina.
Probabilmente con lo stesso scopo di complemento era l'opera Perì tôn katà ten Asían phórōn ('Sui tributi dell'Asia'), citata due volte da Ateneo e che forse includeva liste di tutti i tributi che giungevano a Persepoli dalle diverse satrapie dell'Impero.
Infine, di tipo geografico doveva essere la Períodos, in tre libri, testimoniata da citazioni isolate in scolii e lessici.